# Chrysomela interrupta
Chrysomela interrupta är en skalbaggsart som beskrevs av Fabricius 1801. Chrysomela interrupta ingår i släktet Chrysomela och familjen bladbaggar. Inga underarter finns listade i Catalogue of Life.